# Exochus quadradens
Exochus quadradens là một loài tò vò trong họ Ichneumonidae.